# Almonte (Ontario)
Almonte es una antigua ciudad industrial situada en el condado de Lanark, en la porción oriental de Ontario,
Canadá. Anteriormente un municipio independiente, Almonte es ahora un barrio de la ciudad de Mississippi Mills, que fue creado el 1 de enero de 1998 por la fusión de Almonte con los municipios de Ramsay y Pakenham. Almonte se encuentra 46 kilómetros (29 millas) sur- al oeste de la ciudad de Ottawa. Su población a partir de 2013 es de aproximadamente 5.000.

## Historia

### Primeros colonos
El primer colono europeo de Almonte fue David Shepherd, quien en 1818 recibió 200 acres (0.81 km²) de la Corona para construir y operar un molino en el río Misisipi. El sitio pasó a ser conocido entonces como Shepherd's Falls (El Molino de Sepherd). Sin embargo, ese nombre nunca fue oficial, y Shepherd vendió su patente después de que su molino se quemara. El comprador de la patente, Daniel Shipman, reconstruyó el molino y el asentamiento se conoció como Shipman's Mills (El Molino de Shipman) a partir de 1821.
La mayoría de los primeros colonos de Shipman's Mills eran escoceses y luego irlandeses. Ciudad textil casi desde sus inicios, para 1850 ya albergaba siete fábricas de lana muy activas de Messrs B & W Rosamond. Era uno de los centros principales en Ontario para la fabricación de paño de lana. La construcción de una línea de ferrocarril a Brockville estimuló el crecimiento económico de la localidad. Durante esta época de rápida expansión, la ciudad cambió su nombre de Shipman's Mills a Ramsayville y posteriormente a Waterford.
En 1869, Almonte era una aldea con una población de 2000 habitantes a orillas del río Misisipi. en el municipio de Ramsay, en el condado de Lanark. Era una estación del ferrocarril de Brockville y Ottawa. En el año 1870, ya tenía treinta tiendas y cuarenta negocios más. Almonte se constituyó como aldea en 1871 y como ciudad en 1880.
El 10 de septiembre de 1909, la ciudad sufrió un gran incendio que destruyó varios edificios de la calle principal y causó daños por valor de 75 000 dólares.

### Origen del nombre Almonte
Durante este tiempo de rápida expansión, la ciudad cambió su nombre de Shipman's Mills a Ramsayville, y luego a Waterford. En 1855 la recién creada oficina de correos canadiense señaló que ya había un Waterford en Ontario, por lo que la ciudad necesitaba otro cambio de nombre.
Las relaciones entre Estados Unidos y Gran Bretaña habían sido antagónicas desde la Guerra de Independencia y más tarde la Guerra de 1812. Las guerras fronterizas entre México y los Estados Unidos en la década de 1830 aumentaron este antagonismo. El general mexicano Juan Nepomuceno Almonte había luchado honorablemente en estas últimas guerras, y en 1853 se había convertido en el embajador de México en los Estados Unidos.
En el clima subsiguiente de desconfianza canadiense de las ambiciones territoriales estadounidenses, el nombre del General Almonte se habría esparcido por los ciudadanos de Waterford. Aunque no hay pruebas concluyentes sobre el motivo final para el cambio de nombre, parece probable que Waterford considerara al General como un "David de principios que lucha contra un Goliat interesado en tragarse toda Norteamérica".
El cambio de nombre propuesto fue aceptado por los condados combinados de Lanark y Renfrew en junio de 1855, aunque la oficina de correos no registró el nuevo nombre hasta 1859. Después de que el nombre fuera formalmente aceptado, Almonte se convirtió en la única comunidad en Ontario, y probablemente Canadá, en ser nombrado por un general mexicano.

### Actualidad
Después de que la última fábrica textil se cerró a principios de la década de 1980, Almonte ya no tenía una industria dominante. Desde entonces, ha dirigido su atención hacia el turismo. Ofrece museos y varios lugares históricos, como el hogar de James Naismith, el inventor del baloncesto y el Museo Textil del Valle de Mississippi.
Almonte conserva gran parte de su arquitectura del siglo XIX. La antigua oficina de correos de Almonte, diseñada en 1889 por Thomas Fuller (el arquitecto de los edificios del Parlamento), y Rosamond Woollen Mill, la fábrica textil más grande del siglo XIX en Canadá, están designadas como sitios históricos nacionales de Canadá.